# سان بلاس (نایاریت)
سان بلاس (به اسپانیایی: San Blas) یک منطقهٔ مسکونی در مکزیک است که در San Blas Municipality واقع شده‌است. سان بلاس ۸۲۳٫۶ کیلومتر مربع مساحت و ۳۷٬۴۷۸ نفر جمعیت دارد.